# Caergybi
Caergybi (mot d'origen gal·lès: 'El fort de Sant Cybi'; en anglès, Holyhead) és la ciutat més gran del comtat d'Anglesey, en el nord-oest de Gal·les.
Encara que sigui la ciutat més gran del comtat, amb 11.237 habitants (2001), no n'és la capital (Llangefni) ni està en l'illa d'Anglesey (Ynis Môn), sinó a Ynys Cybi (L'illa de Sant Cybi; Holy Island en la forma anglesa), unida a Anglesey pel Four Mile Bridge, un pont de sis quilòmetres de llarg, i una carretera elevada construïda pel filantrop local Lord Stanley en el segle dinou, que en l'actualitat suporta la carretera A5/A55 i la línia de tren a Chester, Crewe i Londres.

## Restes històriques

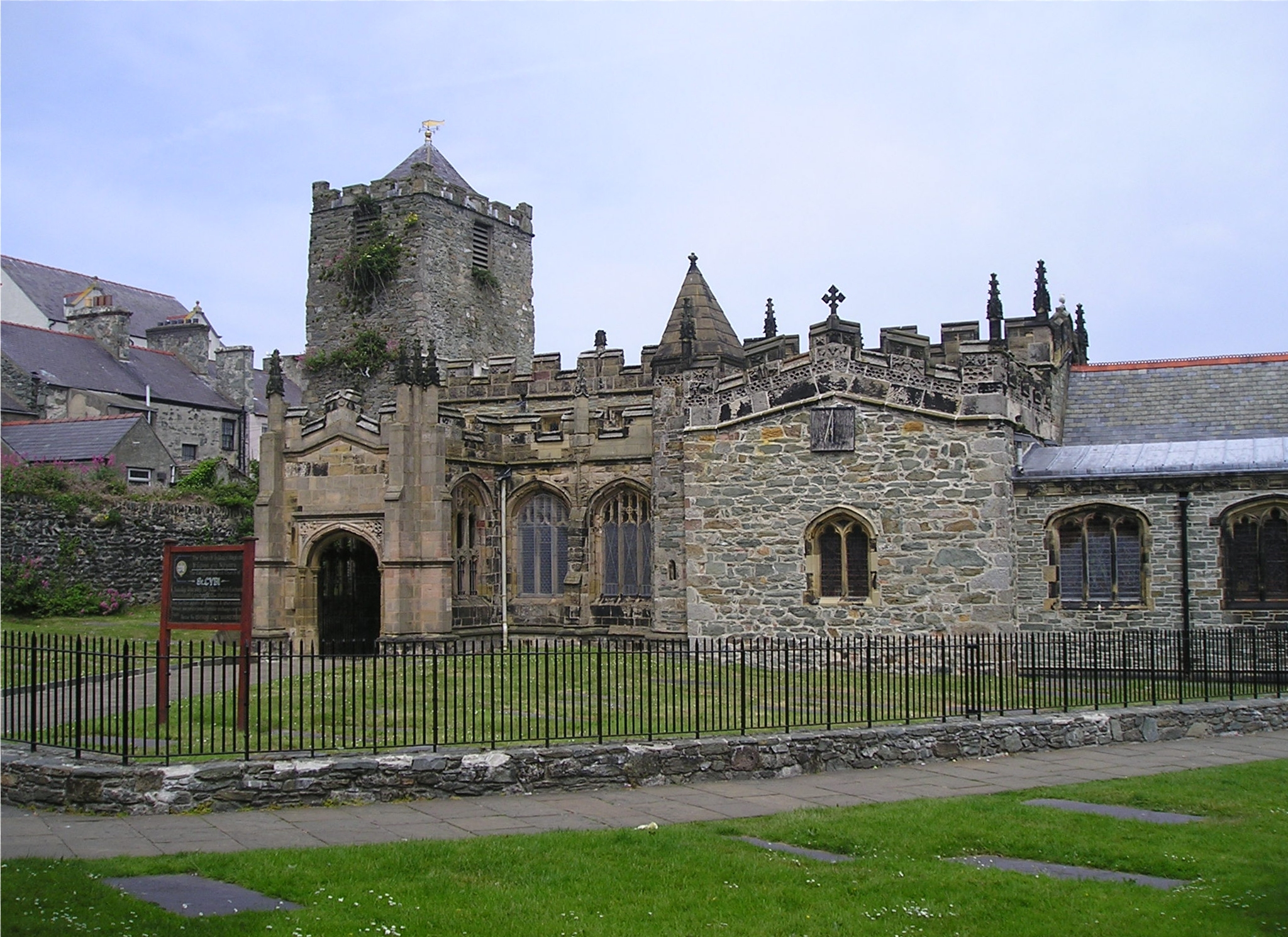
Església de Sant Cybi a Caergybi

El nucli antic de la població envolta l'església de Sant Cybi, construïda en un dels infreqüents forts romans de tres murs (el quart costat era el mar, que en època romana arribava a la població). Se'l creu bastit al segle iv, com una posició vinculada al fort de Segontium, per defensar la costa dels pirates irlandesos. Els romans també alçaren una torre de guaita en el cim de la Mynydd Caergybi (Holyhead Mountain), aprofitant les restes d'una fortalesa prehistòrica, el Mynydd i Twr. Les dues edificacions foren probablement abandonades el 393, quan la guarnició romana fou enviada a sufocar la revolta d'Eugenius de Gàl·lia. Al segle vi, el rei Maelgwn Hir ap Cadwallon feu donació de les restes del fort al sant gal·lès Cybi per edificar-hi un monestir, que amb els anys esdevindria l'església del nucli urbà que es formà al seu voltant. Una petita construcció al costat de l'església, la Capel y Bedd (Capella de la Tomba) serva les restes del Sant.
Tota l'àrea hauria estat ocupada ja des de l'època prehistòrica, amb la concentració més gran de Gran Bretanya de cabanes circulars, cambres d'enterrament i monòlits -d'aquí el Holy, sagrat, dels topònims-.

## Transport
Caergybi té anomenada pel port de ferris i càrrega general. Stena Line, la companyia de ferris més gran d'Europa hi té dues rutes a Irlanda, a Dublín i a Dún Laoghaire, que constitueixen les vies principals del transport de superfície entre el nord d'Anglaterra i Gal·les amb Irlanda. Les restes arqueològiques descobertes testimonien que hi ha hagut relació marítima entre la ciutat i Irlanda al llarg dels darrers 4.000 anys. El port assolí el seu punt culminat en el segle xix, quan es construí (1845-1873) una escullera de quatre quilòmetres, la més llarga de Gran Bretanya, per fer un port arrecerat de les tempestes per als vaixells que feien la ruta entre Liverpool i els ports industrials del Lancashire. Hom pot resseguir el passat mariner de la vila en el Museu Marítim.
La carretera postal construïda el 1826 per Thomas Telford des de Londres enrobustí la posició de Caergybi com a port per al correu reial que anava i tornava de Dublín. L'A5 acaba a l'"Admiralty Arch" (1821), una obra de l'arquitecte Thomas Harrison que commemora la visita del rei Jordi IV en ruta a Irlanda, i marca el zenit de les diligències de l'Irish Mail. El 2001 van acabar les obres de la prolongació de l'A55, la North Wales Expressway, des del Pont Britannia a Caergybi, proporcionant a la ciutat una autopista amb carrils separats que la uneix amb el nord de Gal·les i amb la xarxa d'autopistes britàniques. L'A55 forma part de l'Euro-ruta E22 i fou subvencionada generosament per la Unió Europea. La part d'Anglesey, però, fou fruit del capital privat.
Amb l'obertura de la línia fèrria entre Londres i Liverpool, Caergybi perdé el contracte del correu de Dublín 1839; recuperaria el Correu Irlandès amb la inauguració del Chester and Holyhead Railway i la construcció de l'estació de tren l'any 1850. En l'actualitat la població és el final de la North Wales Coast Line, amb trens de les companyies Virgin Trains i Arriva Trains Wales.

## Indústria
La indústria principal de Caergybi es basa en l'alumini, amb l'empresa Anglesey Aluminium, del Rio Tinto Group, explotant-ne una gran foneria als afores de la població. Hi ha també una planta que es dedica al refinat de la bauxita a la devora. El mineral de bauxita i alumini, procedent de Jamaica i Austràlia, es descarrega al port i es transporta a la factoria mitjançant una cinta transportadora que passa per sota la població.

## Persones famoses vinculades a Caergybi

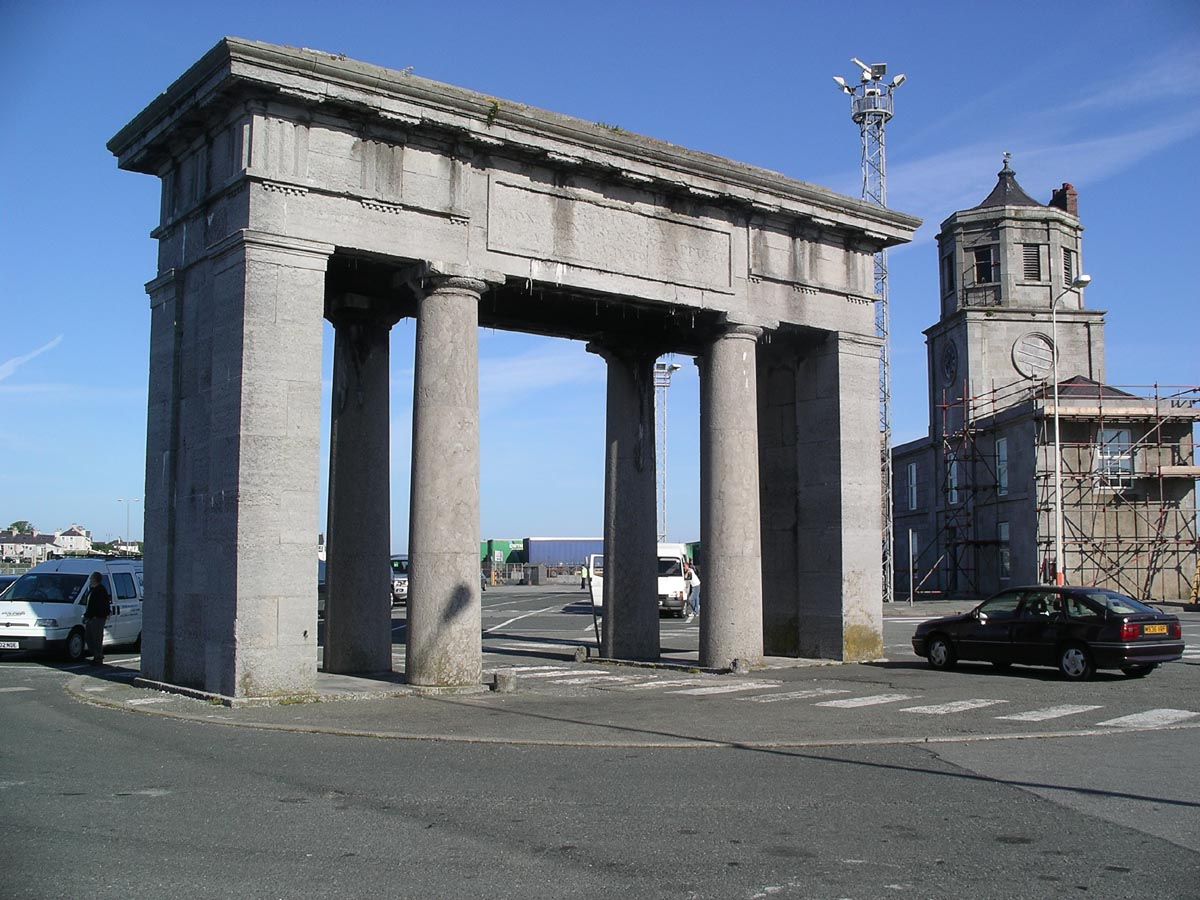
Admiralty Arch

- Sant Cybi, que hi morí el 555 i que seria el virtual fundador de la ciutat
- Francis Dodd, artista nascut a la població el 1874
- Dawn French, comediant que hi nasqué el 1957
- Glenys Kinnock, polític nascut a la població el 1944
- Gary Pritchard, periodista, estudià a l'escola Ysgol Gymraeg Morswyn
- Tony Roberts, futbolista de la Selecció Nacional Gal·lesa, nascut a la població el 1969
- Raymond Sweetman, guitarrista nascut a la població el 1948
- R. S. Thomas, poeta que hi passà la infància

## Cultura i Esports
Caergybi acollí el 1927 l'Eisteddfod Nacional de Gal·les, l'edició d'aquell any del festival més important de literatura, música i espectacles gal·lesos.
El Centre Artístic de la població, l'Ucheldre Centre, és a la capella d'un antic convent pertanyent a l'orde del Bon Sauveur. Periòdicament s'hi fan exhibicions artístiques, performances, tallers i projeccions de pel·lícules.
El principal equip de futbol és el Holyhead Hotspur F.C., que juga en la segona divisió gal·lesa (lliga Cymru Alliance), amb un segon equip que participa en la Lliga Gwynedd (quarta divisió, dos nivells per sota). Un altre club, el Holyhead Gwelfor Athletic F.C. juga en l'Anglesey League (quinta divisió).
El far de South Stack, a la Mynydd Caergybi, és obert al públic, i l'àrea que l'envolta és freqüentada pels observadors d'ocells.